# Öppen bakre rundad vokal
Öppen bakre rundad vokal är ett språkljud som i internationella fonetiska alfabetet skrivs med tecknet [ɒ]. Ljudet motsvarar klangfärgen hos den vanligaste realiseringen av den långa varianten av svenskans /a/ och låter som rikssvenskans _mal__
Kort /a/ realiseras däremot oftast som [a], en öppen främre orundad vokal.  